# ألعاب مكابيه

شعار دورة ألعاب مكابيه.

دورة الألعاب مكابيه (المعروفة بألعاب مكابيه العالمية، بالعبرية: משחקי המכביה أو بالعبرية: משחקי המכביה העולמית؛) عقد هذا الحدث الرياضي لأول مرة في عام 1932، ويعتبر حدث دولي رياضي يهودي متعدد الرياضات في إسرائيل. يعتبر ثالث أكبر حدث رياضي في العالم،  يشارك فيه حوالي 9000 رياضيا من 78 دولة. ألعاب مكابيه، يتم تنظيمها من قبل الاتحاد العالمي لمكابي، وقد أعلن عن الألعاب أنها «الحدث الرياضي الإقليمي» تحت رعاية وإشراف واللجنة الأولمبية الدولية والاتحادات الرياضية الدولية في عام 1960. مكابيه غالبا ما يشار إليها باسم «دورة الألعاب الأولمبية اليهودية».
عقدت ألعاب مكابيه العشرون آخر مره في عام 2017، الدورة القادمة لألعاب مكابيه ستكون الدورة الحادية والعشرون وستعقد في يوليو عام 2021. ألعاب مكابيه يشارك فيها كل مره حوالي 9000 رياضي، مما يجعلها ثالث أكبر حدث دولي رياضي في العالم (بعد دورة الألعاب الأولمبية ودورة الألعاب الأمريكية). ينافس في الألعاب حوالي 9000 رياضي من 78 دولة.